# ОСД Београд
Омладинско спортско друштво Београд је спортско друштво из Београда, Србија. Основано је 25. марта 1945. као Спортско друштво Металац, 1950. мења име у Београдско спортско друштво, а данашњи назив је добило 1957. године.

## Клубови

### Активни клубови
- ОФК Београд - Омладински фудбалски клуб Београд
- ОКК Београд - Омладински кошаркашки клуб Београд
- ОРК Београд - Омладински рукометни клуб Београд
- ОАК Београд - Омладински атлетски клуб Београд
- ОБК Београд - Омладински бициклистички клуб Београд
- ОШК Београд - Омладински шаховски клуб Београд
- ОЏК Београд - Омладински џудо клуб Београд
- ОТК Београд - Омладински тениски клуб Београд

### Угашени клубови
- ОХК Београд - Омладински хокејашки клуб Београд

### Познати спортисти
- Самра Тановић - Бјелица - атлетичарка
- Оливера Станков - Вукомановић - атлетичарка